# 119 (Fenur)
El Servicio 119 es una línea de buses urbanos de la ciudad del Gran Valparaíso. Opera desde el Sector de Peñablanca pasando también por el sector de Troncos Viejos en la Comuna De Villa Alemana y el Sector De Pompeya en la Comuna De Quilpué.
Forma parte de la Unidad 1 del sistema de buses urbanos de la ciudad de Gran Valparaíso, siendo operada por la empresa Fenur S.A.

## Zonas que sirve
|  | Villa Alemana |
|  | Quilpué       |

## Recorrido
| - Villa Alemana - Las Acacias - Bernardo Leighton - Manuel Montt - Baquedano - Av. Valparaíso - Venecia - Cassano - Alcalde Rodolfo Galleguillos - II De Línea - Las Araucarias - Los Peumos - Av. El Rocio - Av. Troncos Viejos - Quilpué - Tierras Rojas - Los Lirios - Ovalle - Los Nardos - Marga Marga - Buenos Aires - San Martín - Blanco Encalda - Araya - Freire - Blanco Encalda - Av. Diego Portales - Av. Los Carrera - Vickuña Mackenna - Irarrazabal - Aníbal Pinto - Av. Los Carrera - Av. Pedro Montt - Santa Rosa - Manuel Plaza - Anita Lizana - Humbolt - Atacama - Quidora - Froden - Julio Velasco - O´Higgins - Solidaridad - Calle 20 - Calle 3 - Calle 8 - Calle 5 - Calle 6 | - Quilpué - Calle 6 - Calle 3 - Calle 20 - Solidaridad - O´Higgins - Julio Velasco - Froden - Quidora - Humbolt - Anita Lizana - Manuel Plaza - Santa Rosa - Av. Pedro Montt - Av. Los Carrera - San Martín - Buenos Aires - Marga Marga - Los Nardos - Ovalle - Los Lirios - Tierras Rojas - Villa Alemana - Av. Troncos Viejos - Av. El Rocio - Los Peumos - Las Araucarias - Los Alerces - Alcalde Rodolfo Galleguillos - Av. Valparaíso - Baquedano - Manuel Montt - Bernardo Leighton - Las Acacias |

|}